# Карпати, Бела
Бела Карпати (венг. Béla Kárpáti; 30 сентября 1929, Фельшегалла, Татаский яраш — 31 декабря 2003, Будапешт) — венгерский футболист. Со сборной своей родной страны он принимал участие в чемпионатах мира 1954 и 1958 годов.

## Карьера
Бела Карпати начал свою футбольную карьеру в 1946 году в «Дьёре». Карпати играл за клуб на позиции защитника, в общей сложности сыграл 161 матч. Он оставался в команде до 1955 года, когда клуб не смог выиграть титул чемпиона, потому что в то время за первое место боролись в основном команды из Будапешта. Карпати в 1955 году покинул «Дьёр» и переехал в Будапешт, чтобы играть за «Вашаш», где он оказался в одной команде с Лайошем Чордашем, Ласло Шароши и Дежи Бунджаком. С «Вашашем» Бела Карпати удалось в 1957 году в первый раз в своей карьере выиграть венгерский чемпионат, когда клуб занял первое место в таблице на одно очко впереди МТК. В 1961 году он снова выиграл чемпионат с «Вашашем». Кроме того, он вместе с клубом трижды побеждал в Кубке Митропы. В 1964 году Бела Карпати закончил свою футбольную карьеру и стал тренером. Он тренировал в частности «Вашаш», «Видеотон» и был в тренерском штабе сборной Венгрии.
В венгерской национальной сборной Бела Карпати сыграл 19 матчей между 1953 и 1958 годами. Тренер сборной Венгрии Густав Шебеш взял его на чемпионат мира по футболу 1954 года в Швейцарии. На турнире, однако, он не играл. Венгрия была одним из фаворитов на Кубке мира, команде не удалось переиграть в финале сборную ФРГ, многие были уверены в победе венгров, но они упустили титул чемпиона мира, проиграв со счётом 2:3 на «Ванкдорфе» в Берне. После окончания эры Золотой команды (успешной сборной Венгрии в начале пятидесятых годов), вызванного восстанием 1956 года и бегством многих исполнителей, таких как Ференц Пушкаш, Золтан Цибор и Шандор Кочиш на Запад, Карпати получил шанс закрепиться в сборной. Он стал одним из немногих участников чемпионата мира 1954, которые также играли на чемпионате мира 1958 года в Швеции, где он, в отличие от предыдущего мундиаля, принял участие. Его последний международный матч состоялся в сентябре 1958 года в рамках отбора к чемпионату Европы 1960 года на «Лужниках» в Москве против сборной Советского Союза, Венгрия проиграла со счётом 3:1.